# 大釜の滝
大釜の滝（おおがまのたき）は、徳島県那賀郡那賀町にある滝。日本の滝百選、とくしま88景、とくしま水紀行50選に選定されている。

## 概要
那賀川の支流で雲早山 (1496m) を源流とする釜ヶ谷川流域にある。落差20mの滝で豊富な水量を誇る。また、滝壺は水深15mと深く、ここには大蛇が棲むという伝説がある。周囲は高さ100mの絶壁となっている。
国道193号脇より眺望できるため車で訪れることは容易ではあるが、周囲に駐車スペースは無く、また道幅も狭く落石が浮いているなどの理由から、二輪車や軽自動車など小型自動車で訪れる人が多い。
滝壺は狭い手すり付きの階段を降りた川底からよく見ることができる。さらに、滝壺の直ぐ側まで岩沿いや急流沿いに伝って近づくことができる。しかし、かなり危険であるため川床または階段の途中で引き上げる人が多い。
流れ落ちる水の轟音とあまりに清涼な雰囲気、そして数百メートルに渡って続く絶壁と渓流は、自動車を降りて見る価値があるとされており、徳島県の景勝地の一つであるといえる。

## アクセス
- 那賀町木沢支所から車で25分、国道193号脇に見える。ただし駐車場はない。

## 周辺情報
- 釜ヶ谷渓谷
- 小釜の滝
- 大轟の滝